# Laurindo Almeida
Laurindo Almeida, właśc. Laurindo José de Araújo Almeida Nobrega Neto (ur. 2 września 1917 w Miracatú w stanie São Paulo, zm. 26 lipca 1995 w Van Nuys) – brazylijski gitarzysta jazzowy.
Początkowo grywał w różnych zespołach w Rio de Janeiro, następnie kierował własną grupą. W 1947 przeniósł się do USA, gdzie zdobył wielką popularność jako solista orkiestry Stana Kentona. Później przeprowadził się do Hollywood, gdzie założył własne trio. W 1953 nagrał z amerykańskim muzykiem jazzowym Budem Shankiem płytę Brazilliance, którą później uznano za pierwsze nagranie bossa novy. Często grywał z Modern Jazz Quartet.

## Wybrana dyskografia
- Encores (1947)
- Latin Guitar (1974)
- Chamber Jazz (1978)
- The L.A. Trio (1984)
- Tango (1985)